# 아윤빠
아윤빠 시사(베트남어: Thị xã Ayun Pa)는 베트남 잘라이성의 티싸(시사)이다.

## 행정 구역
아윤빠 시사에는 4개 방(坊)과 4개 사(社)가 있다.
- 방
  - 째오리어 (Cheo Reo / 岧嶚)
  - 도안껫 (Đoàn Kết / 團結)
  - 호아빈 (Hòa Bình / 和平)
  - 송보 (Sông Bờ / 瀧坡)

- 사
  - 쯔바 (Chư Băh)
  - 이어르볼 (Ia R'bol)
  - 이어르또 (Ia R'tô)
  - 이어사오 (Ia Sao)